# Espaço superficial do períneo
O espaço superficial do períneo é um compartimento do períneo.
Ele é delimitado, inferiormente, pela fáscia profunda do períneo e, superiormente, pela fáscia inferior do diafragma urogenital.
Esse espaço contém três músculos, os quais seguem abaixo.

## Conteúdo
- músculos
  - Músculo isquiocavernoso
  - Músculo bulboesponjoso
  - Músculo transverso superficial do períneo
- outros
  - Crura do pênis (homens) / crura do clitóris (mulheres)
  - Bulbo do pênis (homens) / bulbos vestibulares (mulheres)
  - Glândulas vestibulares maiores (mulheres)